# سو-شف
سو-شِف (انگلیسی: Sous-chef) یا سرآشپز دوم، سرآشپزی است که در رتبه دوم مسئولیت در آشپزخانه قرار دارد و مستقیماً نفرِ دومِ آشپزخانه پس از سرآشپز ارشد محسوب می‌شود. در آشپزخانه‌های بزرگ، سو-شِف‌ها عموماً مدیریت کارکنان و آشپزهای دیگر را به نمایندگی از سرآشپز ارشد به‌عهده دارند؛ چرا که سرآشپز ارشد معمولاً به کارهای دیگری مشغول است. علاوه بر این، سو-شِف‌ها برنامه‌ریزی و نظارت بر نحوه تزئین بشقاب و همچنین مرتب بودن کارکنان آشپزخانه را بر عهده دارند و به کار آموزش سرآشپزهای جدید، تعیین برنامه کاری روزانه و نظارت کیفی بر غذاهایی که به میز مشتریان می‌رسد، می‌پردازند. آنها همچنین باید حواسشان به اقدامات احتیاطی ایمنی و رعایت مقررات بهداشتی باشد تا محیط کار ایمن و آشپزخانه تمیز باشد.